# Décaméron 3
À ne pas confondre avec le film Decameron nº 3 - Le più belle donne del Boccaccio d'Italo Alfaro.
Série
Décaméron 2
(1972)
Pour plus de détails, voir Fiche technique et Distribution.
Décaméron 3 (Novelle galeotte d'amore) est une comédie érotique italienne en quatre sketches réalisée par Antonio Margheriti et sortie en 1972.
C'est un decamerotico, un film à sketches inspiré du Décaméron, un recueil de cent nouvelles écrites par le Florentin Boccace entre 1349 et 1353.
Le film fait suite au Décaméron de Pier Paolo Pasolini et au Décaméron 2 de Mino Guerrini.

## Synopsis
- Premier épisode : Il prestito

Bulfardo da Cecina veut faire l'amour avec la belle Ambrogia, mais cette dernière lui réclame 200 florins en échange. Bulfardo emprunte à son mari, l'usurier Cagastraccio, la somme, qu'il remet à la femme.
- Deuxième épisode : La ruggine

Un chevalier revenant des croisades découvre qu'il a un fils, né de la relation de son épouse avec le peintre Titien.
- Troisième épisode : Lo spago

Roberto parvient à retrouver la belle Sismonda, l'épouse de son oncle Enricuccio, à l'aide d'une corde.
- Quatrième épisode : Il ritorno del crociato

La baronne Elisa parvient à neutraliser des ceintures de chasteté et passer un bon moment avec un groupe d'hommes pendant que son mari, le baron Henry, s'en est allé aux Croisades.

## Fiche technique
- Titre original italien : Novelle galeotte d'amore[1]
- Titre français : Décaméron 3[2]
- Réalisation : Antonio Margheriti
- Scenario : Luigi Russo, Antonio Margheriti d'après les nouvelles de Boccace
- Photographie :	Guglielmo Mancori
- Montage : Otello Colangeli
- Musique : Alessandro Alessandroni
- Décors et costumes : Walter Patriarca
- Société de production : Seven Film Productions
- Pays de production :  Italie
- Langue originale : Italien
- Format : Couleur par Technicolor - 2,35:1 - Son mono - 35 mm
- Durée : 94 min (1 h 34[1])
- Genre : Comédie érotique italienne à sketches
- Dates de sortie :
  - Italie : 28 septembre 1972
  - France : 20 décembre 1972[2]

## Distribution
- Aldo Bufi Landi
- Antonio Cantafora
- Ada Pometti
- Liana Del Balzo
- Alberto Atenari
- Marlene Rahn
- Luis La Torre
- Eva Maria Grubmuller
- Gastone Pescucci
- Remo Capitani
- Pupo De Luca (en)
- Franca Grey
- Martina Orlop
- Annie Carol Edel
- Antonio Cantafora